# San Félix (Insel)
San Félix ist eine kleine Vulkaninsel im Pazifischen Ozean. Zusammen mit der östlichen Nachbarinsel San Ambrosio gehört sie zur Inselgruppe der Desventuradas-Inseln. Entdeckt wurde die Insel von Juan Fernández im November 1574. Politisch gehört sie zu Chile und wird von der Stadt Valparaíso aus verwaltet.
Sie weist eine Fläche von etwa 1,4 km² auf und erreicht im Cerro Amarillo (auch Cerro San Félix) eine Höhe von 193 m über dem Meer.
San Félix ist unbewohnt, allerdings befindet sich auf ihr ein kleiner Militärflugplatz (ICAO-Code: SCFX) sowie eine kleine Station der chilenischen Marine.
San Félix sind die Eilande Islote González und Roca Catedral de Peterborough vorgelagert.

## Islote González
Islote González ist eine unzugängliche Insel mit steilen Klippen. Sie liegt auf 26° 19′ S, 80° 5′ W, 450 Meter südlich der Südostspitze von San Félix. González erstreckt sich über eine Länge von 800 Metern in nord-südlicher Richtung und ist bis zu 400 Meter breit. Sie hat eine Fläche von 0,25 km² und erreicht eine Höhe von 173 m im südlichen Bereich. Sie ist mit San Félix über ein untermeerisches Riff verbunden, das von der Nordspitze der Insel bis zur Südostspitze von San Félix verläuft und auf dem Satellitenbild klar zu erkennen ist.

## Roca Catedral de Peterborough

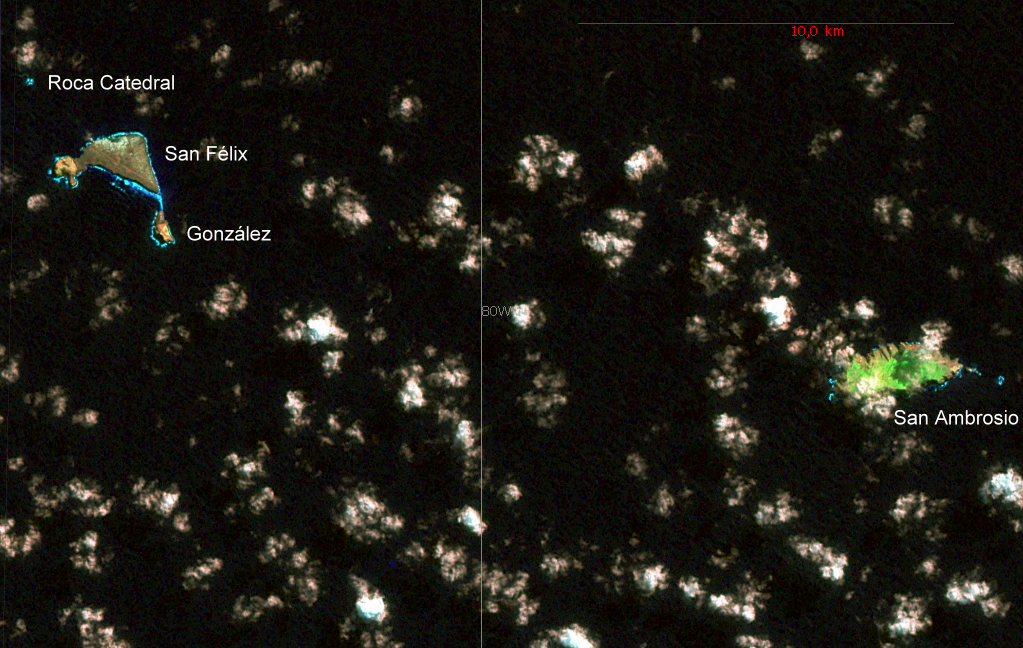
Desventuradas-Inseln: San Félix mit Eilanden oben links und San Ambrosio rechts (NASA Landsat 7 Pseudo Geocover 2000, Worldwind)

Roca Catedral de Peterborough, kurz Roca Catedral ist der größte einer Gruppe von steilen, zerklüfteten Felsen 2 km Nordnordwest des Cerro Amarillo im Westteil von San Félix, bei 26° 16′ S, 80° 7′ W. Der Felsen erreicht eine Höhe von 53 Metern, bei einem Durchmesser von etwas über 100 Metern und einer Landfläche von rund einen Hektar (0,01 km²). Eine untermeerische Sandbank, Rada San Felix (San Felix Road), verbindet Roca Catedral mit Isla San Félix. In einer Entfernung von 500 bis 800 Metern von Roca Catedral eignet sich diese Sandbank bei Tiefen von 20 bis 37 Metern als Ankerplatz. Der Meeresgrund besteht dort aus schwarzem vulkanischen Sand.